# Деиндивидуализација
Деиндивидуализација је потчињавање или губитак личних вредности и особина или оних које појединца чине различитим. Може довести до деперсонализације и некритичког прихватања вредности или понашања групе или заједнице.